# Aleš Hrdlička

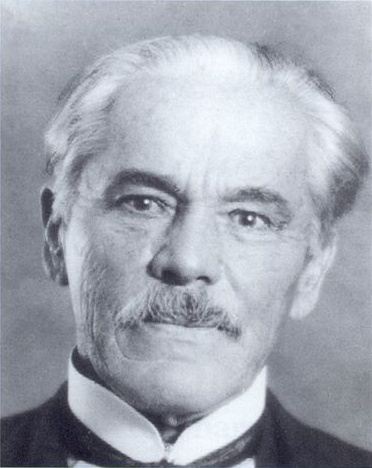
Aleš Hrdlička.

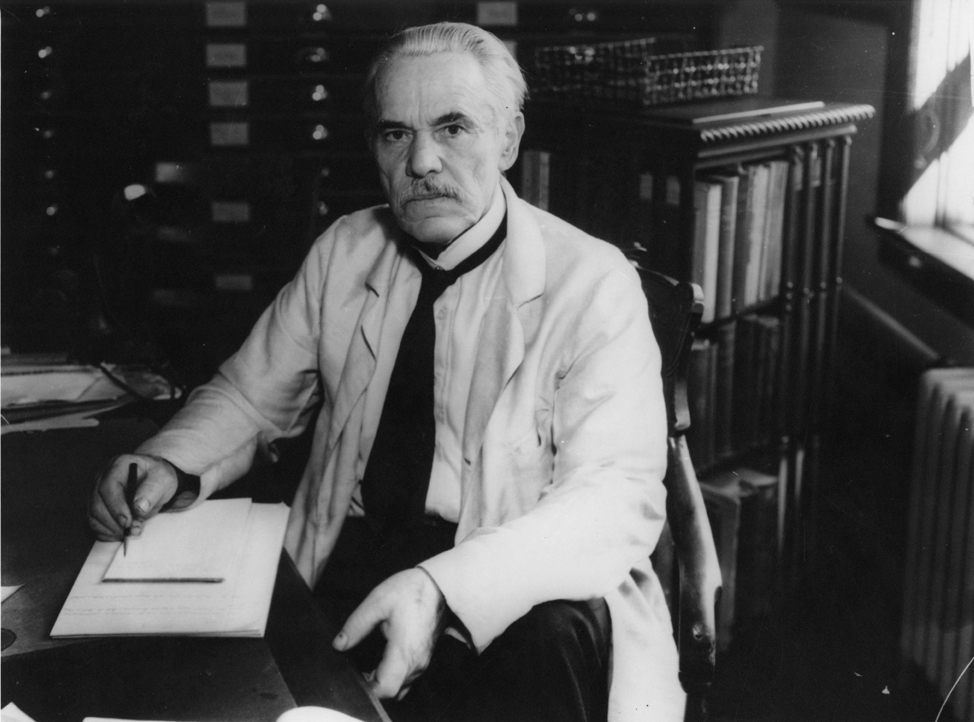
Aleš Hrdlička (1930).

Aleš Hrdlička, född 30 mars 1869 i Humpolec i Österrike-Ungern, död 5 september 1943 i Washington D.C., var en amerikansk antropolog.
Hrdlička, som föddes i Böhmen, kom till Amerika 1881. Han var från 1910 intendent vid US National museum i Washington. Han ledde ett flertal antropologiska expeditioner och grundade och utgav från 1918 American journal of physical anthropology. Hrdlička utgav även talrika arbeten i antropologiska och socialmedicinska ämnen samt över människans förhistoria.
Hans arbete har också kopplats till utvecklingen av de amerikanska eugeniklagarna.
 1926 var han rådgivande medlem i American Eugenics Society. 